# Качолота білогорла

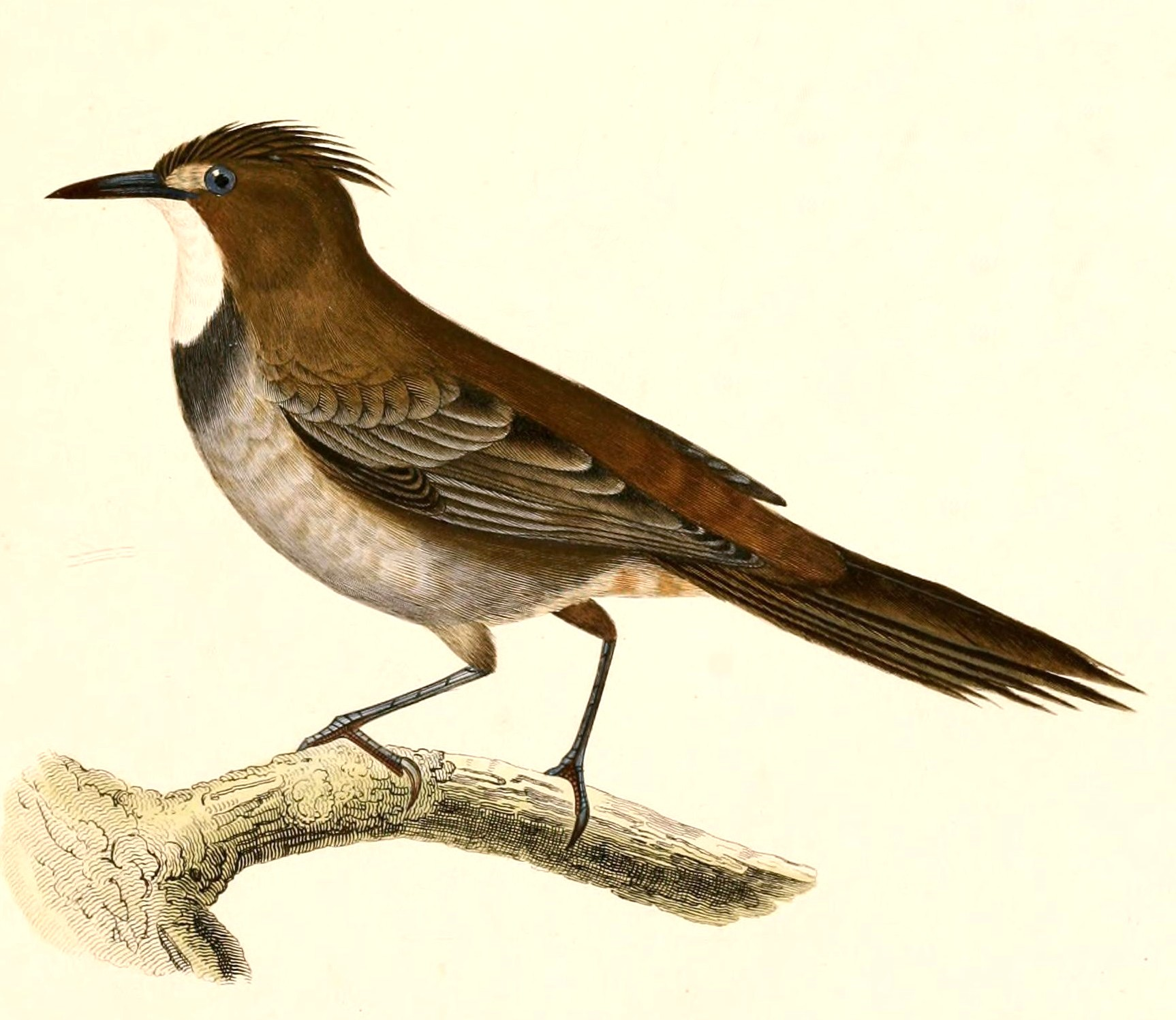
Білогорла качолота

Качоло́та білогорла (Pseudoseisura gutturalis) — вид горобцеподібних птахів родини горнерових (Furnariidae). Ендемік Аргентини.

## Підвиди
Виділяють два підвиди:
- P. g. ochroleuca Olrog, 1959 — схили Анд на північному заході Аргентини (від західної Сальти до південного Сан-Хуану);
- P. g. gutturalis (d'Orbigny & Lafresnaye, 1838) — рівнини центральної Аргентини (на південь до північно-східного Санта-Крусу).

## Поширення і екологія
Білогорлі качолоти живуть у високогірних чагарникових заростях та в сухих чагарникових заростях Патагонії. Зустрічаються на висоті до 2900 м над рівнем моря.